# Tsjaika
De Tsjaika (Russisch: Чайка, meeuw) is een luxueuze limousine van de autofabrikant Gorkovski Avtomobilny Zavod die van 1959 tot 1988 in twee modellen en verschillende varianten in de USSR gebouwd werd.

## Geschiedenis
Het eerste model werd als GAZ 13 in 1959 geïntroduceerd als opvolger van de GAZ 12 ZIM. Terwijl de ZIL 111 als staatsauto voor de hoogste regeringsvertegenwoordigers diende, was de Tsjaika als representatieve dienstwagen voor het staatsapparaat bedoeld en werd in die kringen in behoorlijke aantallen verspreid, ook in andere Oostbloklanden. Onder de Tsjaika was de Volga M21 gepositioneerd.
Qua vormgeving volgde de GAZ 13 onmiskenbaar de lijn van de Packard Patrician van het modeljaar 1955. De rijkelijk van chroom voorziene Tsjaika voldeed aan alle verwachtingen die men toen aan zo'n auto stelde. Achtcilinder V-motor en automatische versnellingsbak, elektrische raambediening, stuurbekrachtiging en scheiding van bestuurder en achtercompartiment. Van de GAZ 13 was er ook een combi-uitvoering met 500 kg laadvermogen die bij RAF in Rīga werd gebouwd. Daarnaast is in zeer kleine aantallen een cabriolet-uitvoering met elektrisch bedienbaar dak gemaakt.

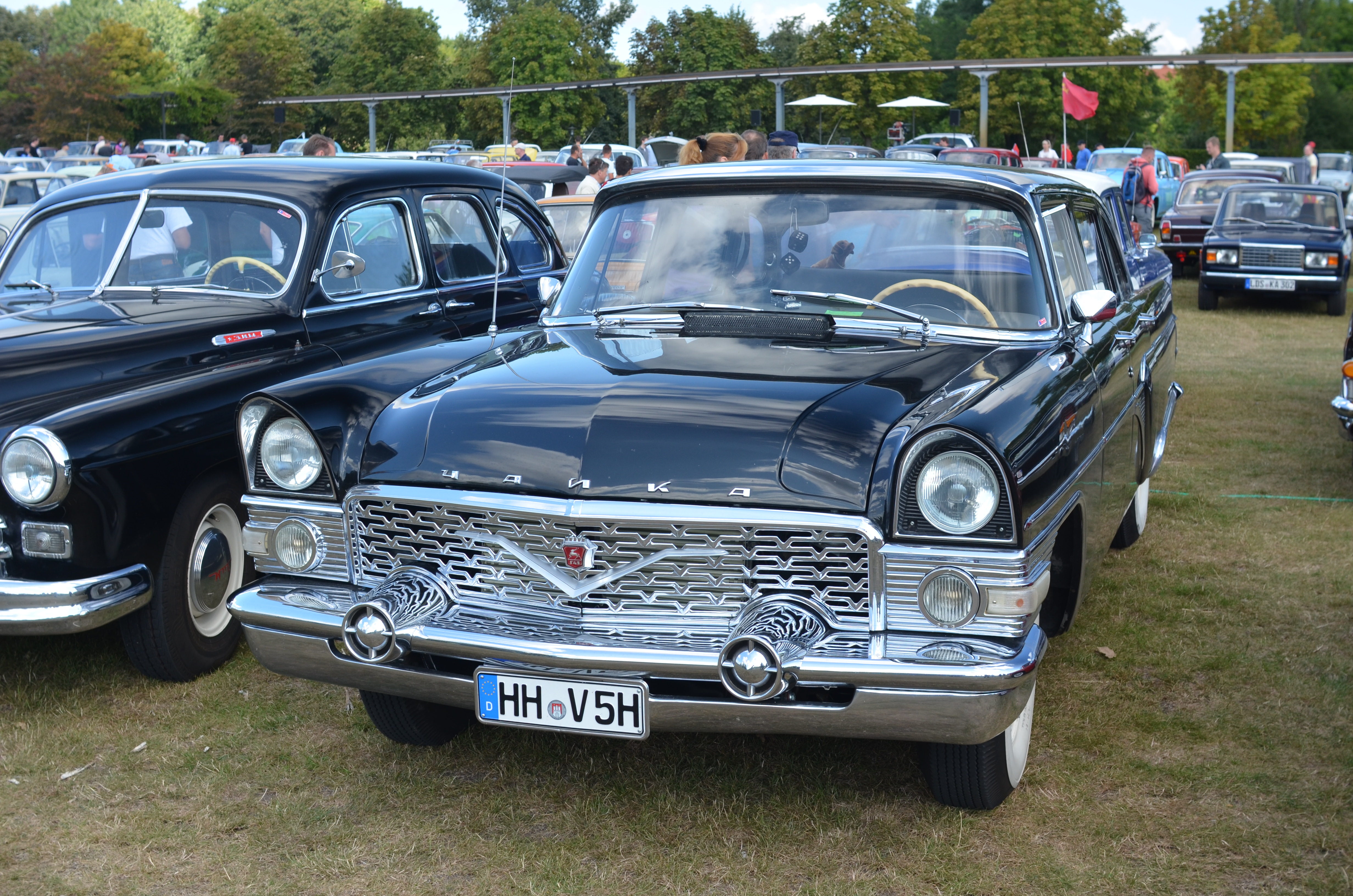
GAZ 13 voorzijde
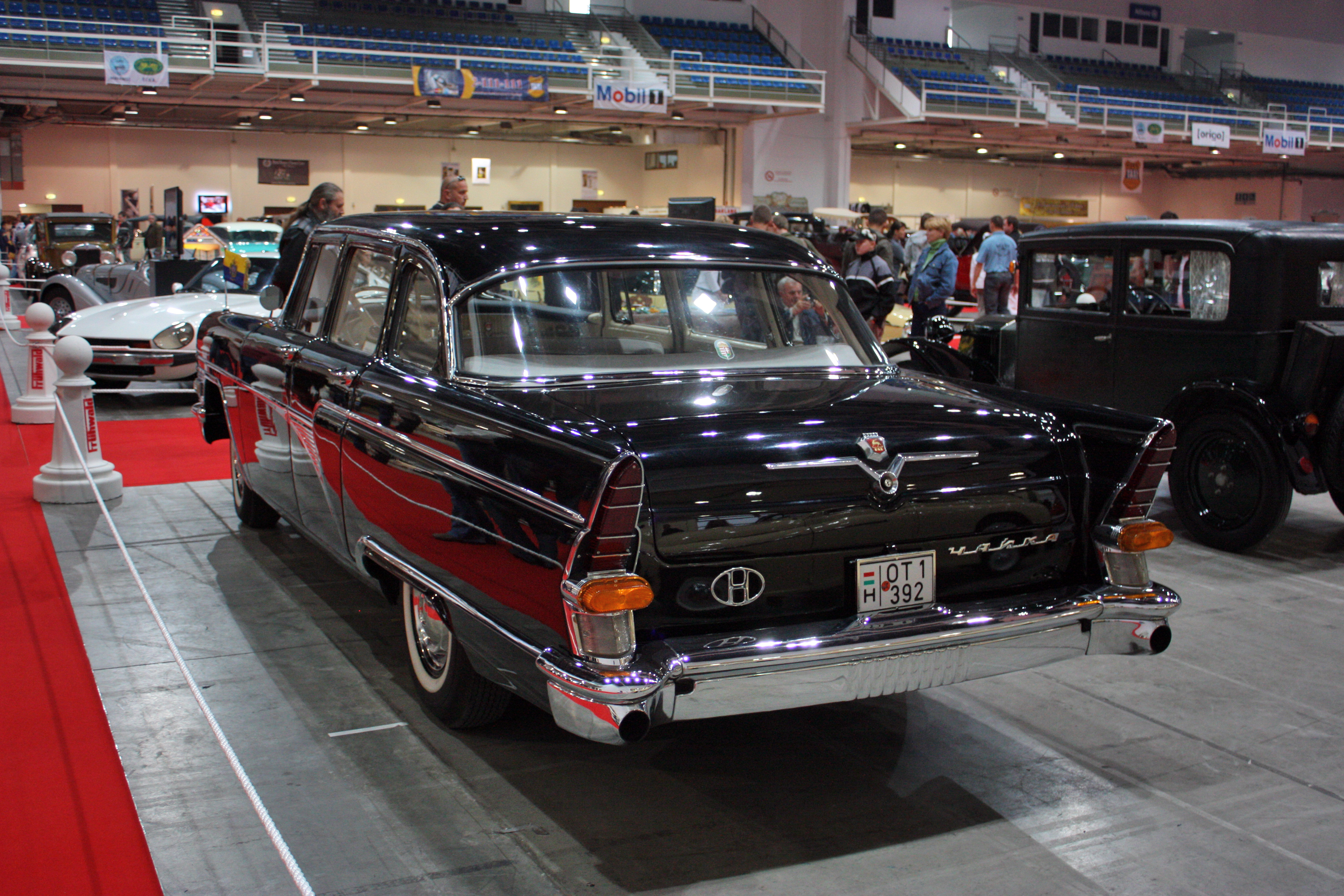
GAZ 13 achterzijde
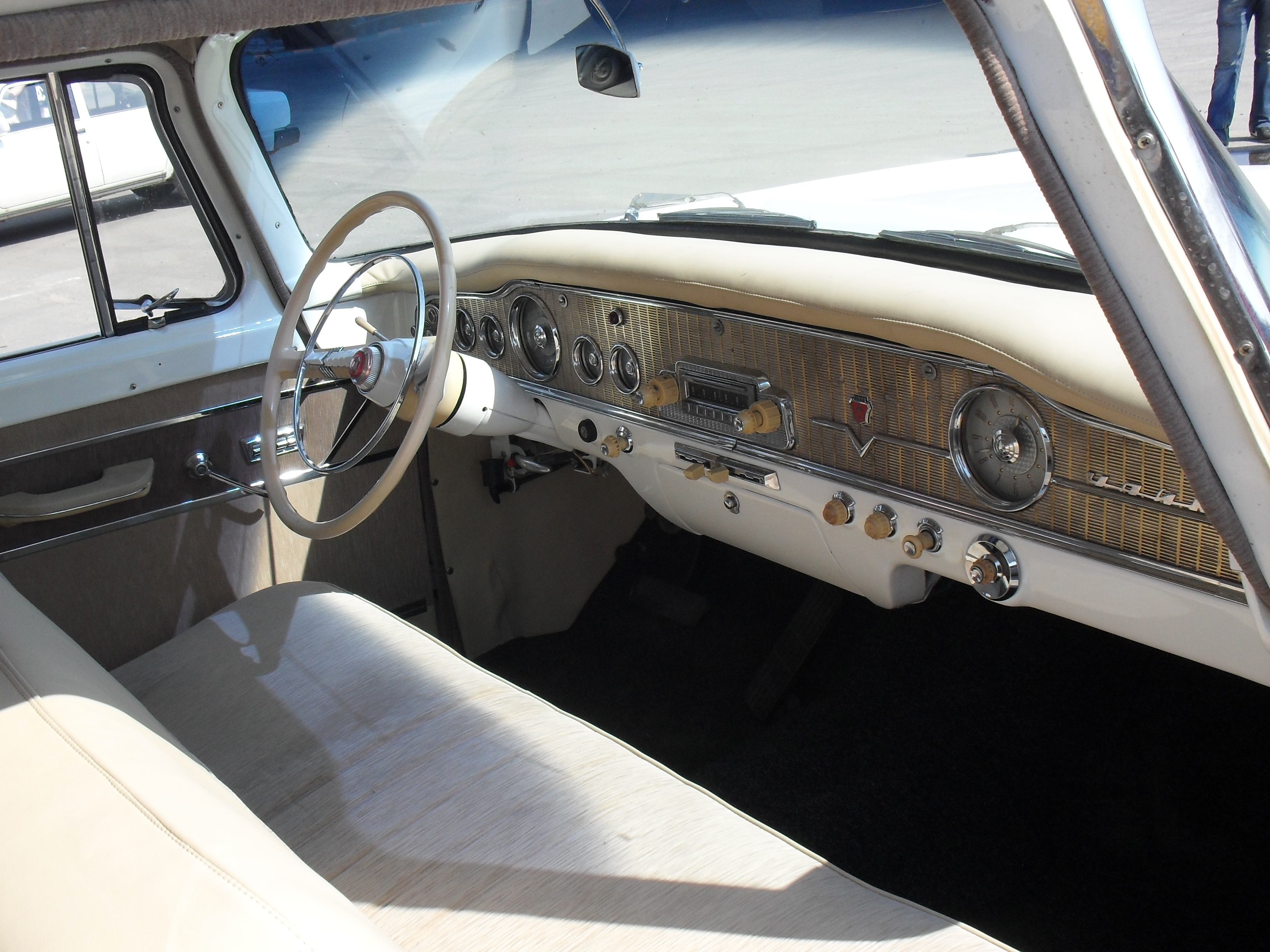
GAZ 13 interieur
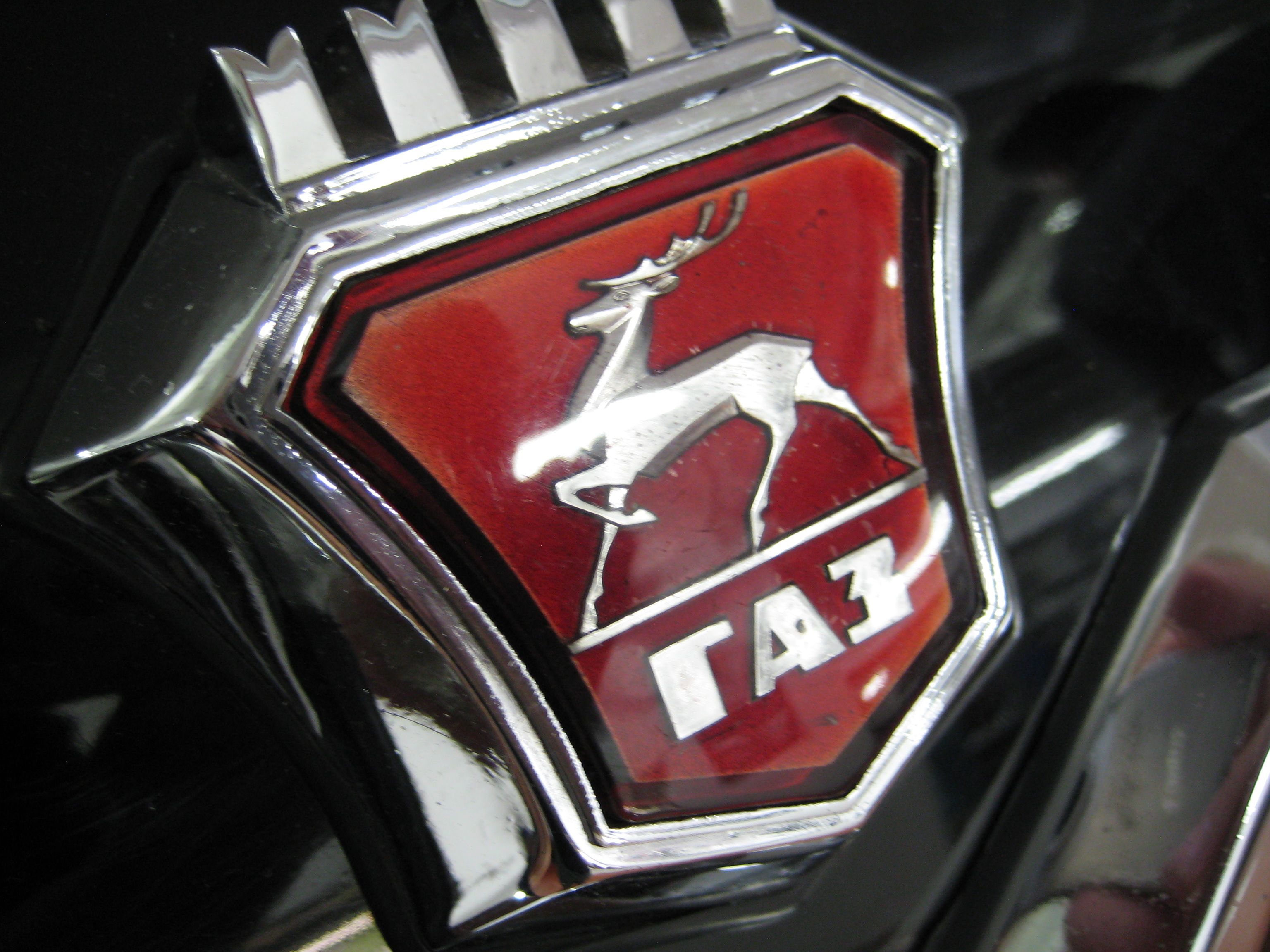
GAZ-logo

Geheel anders vormgegeven, overeenkomstig de smaak van de jaren '70, verscheen in 1977 de GAZ 14. Met een lengte van 6,1 meter was het een echte auto uit de topklasse. Technisch was deze echter verregaand gebaseerd op zijn voorganger. Beide modellen staan op een chassis met voor en achter een starre as en bladvering. Beide modellen werden bijna geheel met de hand gebouwd, de productie van de GAZ 14 werd in 1988 stopgezet.

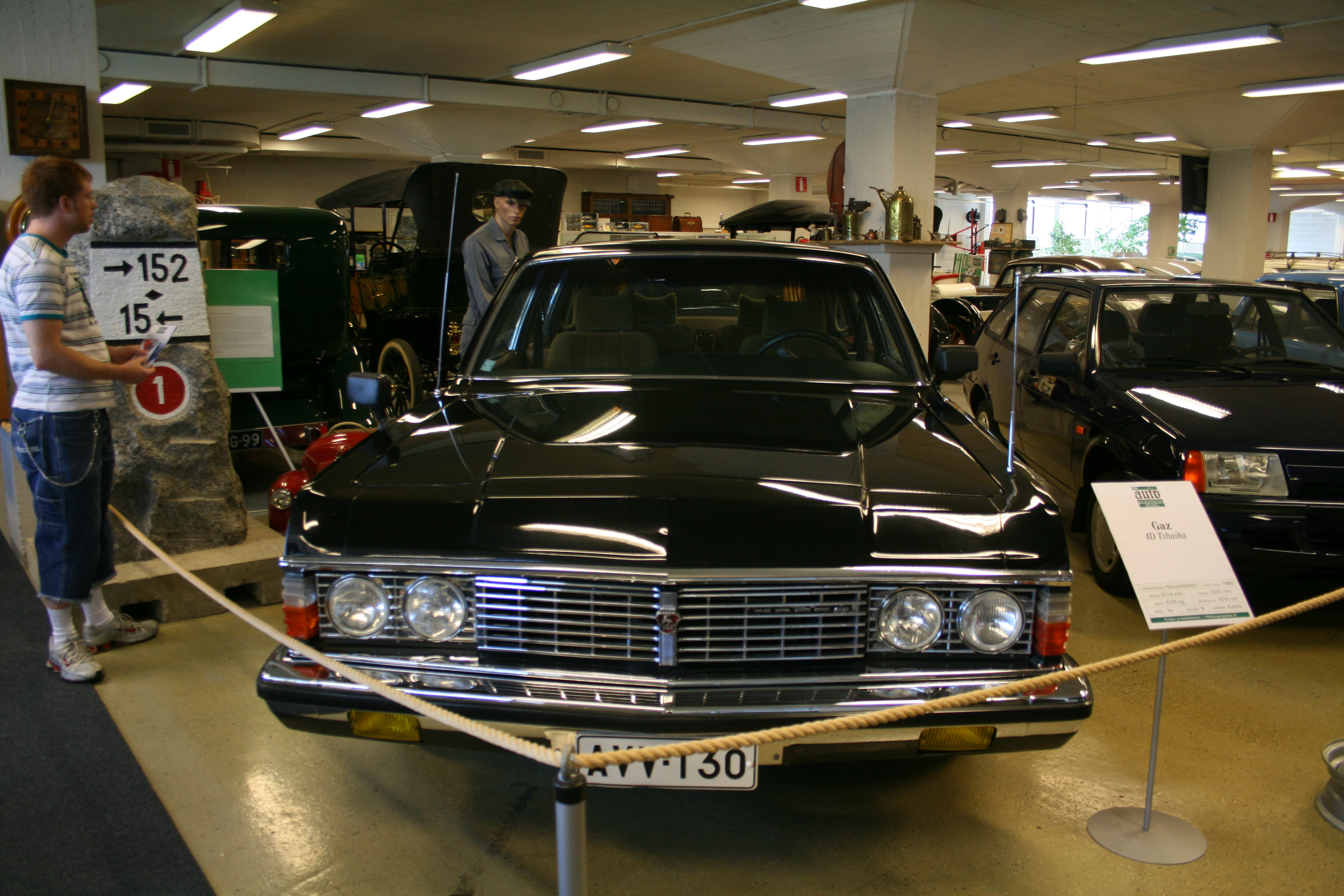
GAZ 14 voorzijde
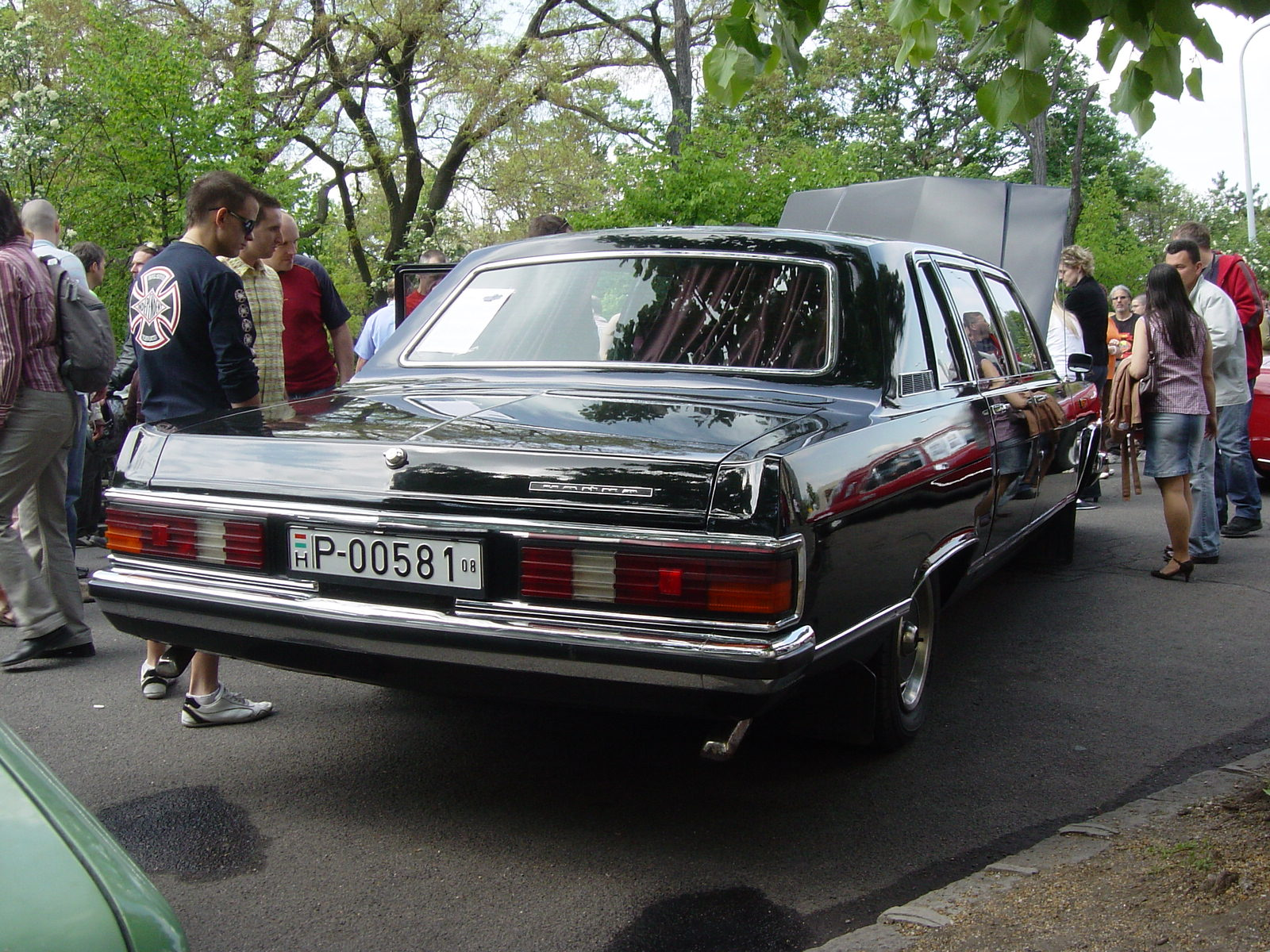
GAZ 14 achterzijde
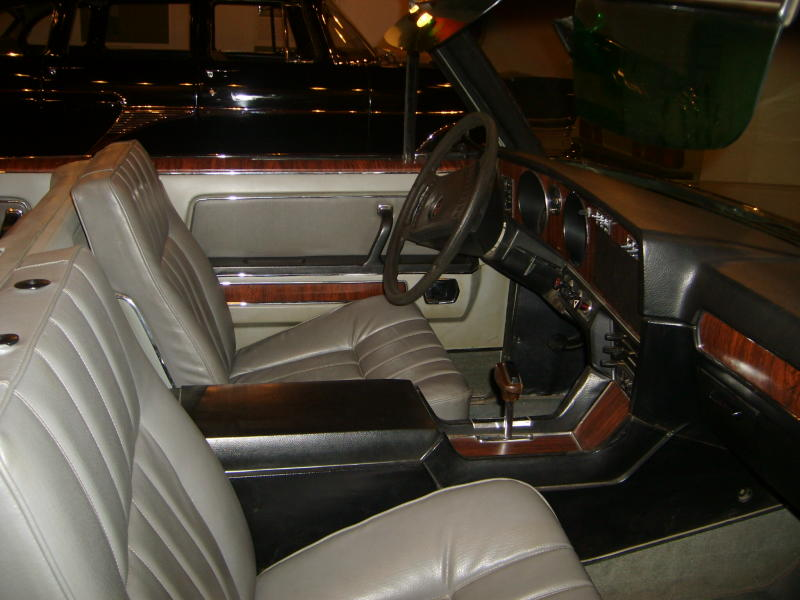
GAZ 14 interieur
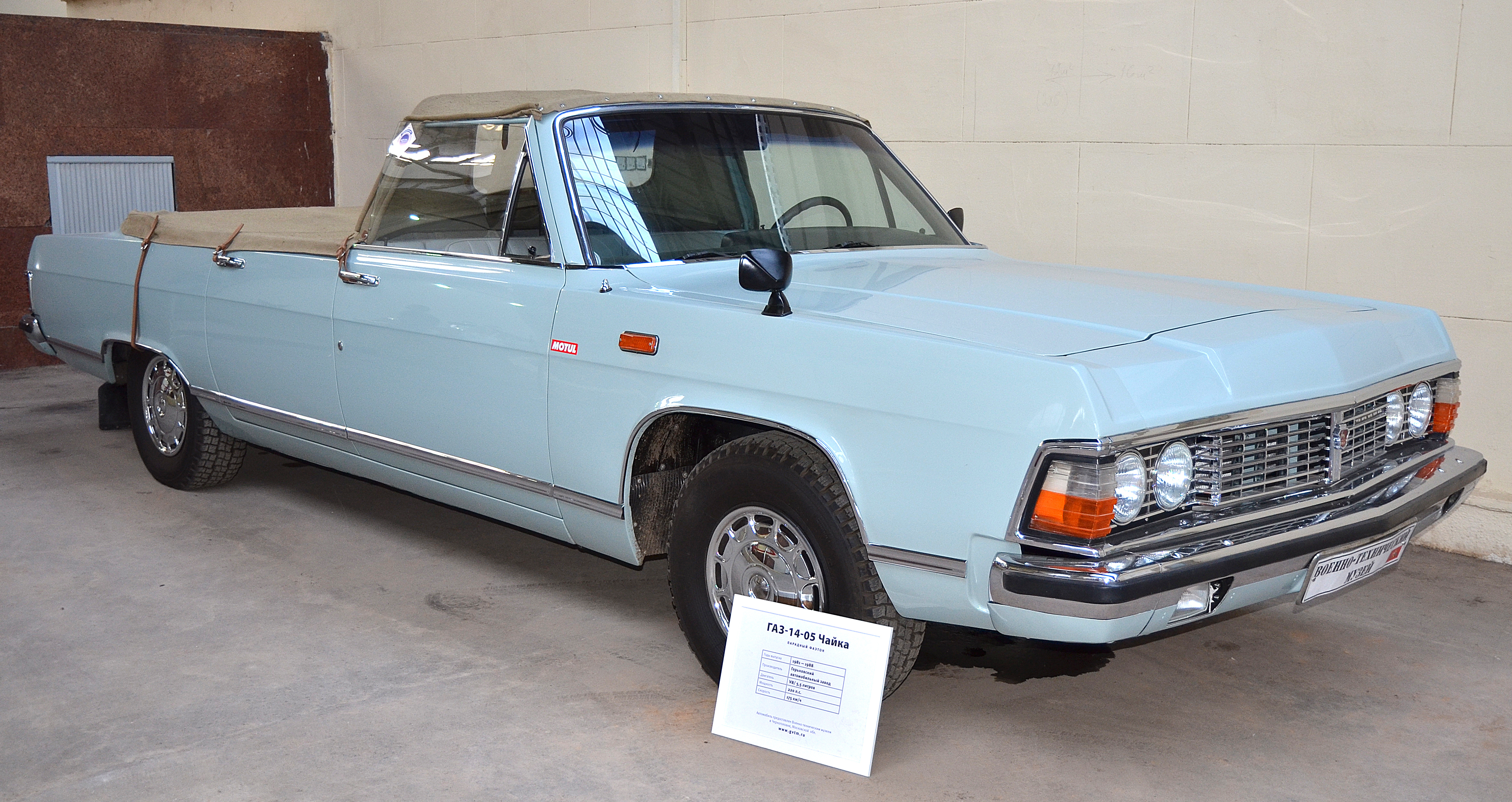
GAZ 14-05

Personenauto's:
GAZ-A ·
GAZ-M1 ·
GAZ-M415 ·
GAZ 12 ZIM ·
GAZ-13 Tsjaika ·
GAZ-14 Tsjaika ·
GAZ M20 Pobeda ·
GAZ M21 Volga ·
GAZ-22 Volga ·
GAZ 24 Volga ·
GAZ 31 Volga ·
GAZ-3102 Volga ·
GAZ-3110 Volga ·
GAZ-31105 Volga ·
GAZ-61 ·
GAZ-64 ·
GAZ-67 ·
GAZ-69 ·
GAZ-M72 ·
GAZ Volga Siber

Bestelauto's:
GAZelle ·
GAZelle-Business ·
GAZelle NEXT

Vrachtauto's:
GAZ-AA ·
GAZ-4 · 
GAZ-AAA ·
GAZ-MM ·
GAZ-21 ·
GAZ-S1 ·
GAZ-410 ·
GAZ-42 ·
GAZ-44 ·
GAZ-51 ·
GAZ-93 ·
GAZ-52 ·
GAZ-53 ·
GAZ-55 ·
GAZ-56 ·
GAZ-60 ·
GAZ-62 ·
GAZ-63 ·
GAZ-65 ·
GAZ-66 ·
GAZ-3307 ·
GAZ-3308 Sadko ·
GAZ-3309 ·
GAZ-3310 Waldai ·
GAZon NEXT ·
Sadko NEXT

Autobussen:
GAZ-03-30 ·
GAZ-05-193 ·
GZA-651 ·
GAZelle City

Militaire voertuigen:
BA-3/6 ·
BA-64 ·
BA-10 ·
BA-20 ·
BRDM-1 ·
BRDM-2 ·
BTR-40 ·
BTR-60 ·
BTR-70 ·
BTR-80 ·
BTR-90 ·
GAZ-46 ·
GAZ-2330 ·
GAZ-2975 Tigr ·
GAZ-34039 ·
GAZ-3409 ·
GAZ-3937 ·
GAZ-5903 ·
GT-S ·
GT-SM ·
SU-76 ·
T-38 ·
T-60 ·
T-70 ·
T-80 ·
GAZ-3344 ·
GAZ-3351 ·
VPK-3927 Wolk